# Giovanni Schiaparelli
Giovanni Virginio Schiaparelli (ejtsd: dzsovanni virdzsínió szkiaparelli, 1835. március 14. – 1910. július 4.) olasz csillagász és tudománytörténész. Az Olasz királyság szenátora, a római Accademia dei Lincei professzora, emellett majd negyven éven át a milánói Brera Obszervatórium igazgatója. Számos tudományos megfigyelés és felfedezés köthető a nevéhez, ismertségét mégis annak köszönheti, hogy a Mars megfigyelése közben csatornákat vélt felfedezni a felszínen, amelyet mások intelligens lények munkájának véltek.

## Élete és munkássága
Tanulmányait Berlinben és az oroszországi Pulkovóban (Oroszország) végezte. 1862 és 1900 között a milánói Brera Obszervatórium igazgatója volt. Schiaparelli korának egyik legnagyobb tudósa volt a klasszikus asztronómia területén. Legfőbb kutatási területe a meteorok és a kettőscsillagok vizsgálata volt. A Perseida és Leonida meteorrajok vizsgálatával igazolta, hogy a meteoresők összefüggésbe hozhatók egy nagyobb üstökös csóvájával, ami ebben az esetben a Tempel-Tuttle üstököst jelentette. Ennek a felfedezésnek az alapján bizonyították be, hogy a meteorok az üstökösök után, azok csóvájában haladnak. Felvetette annak lehetőségét (ez később beigazolódott), hogy a Merkúr és a Vénusz bolygók is – hasonlóan a Földhöz – saját tengelyük körül forognak.
1889-ben felvetette, hogy a Merkúr forgási periódusa 88 nap, azaz megegyezik keringési idejével. 1964-ben derült csak ki, hogy a Merkúr kötött keringése nem 1:1, hanem 2:3 arányú. 1861-ben felfedezte a Hesperia nevű kisbolygót.

### Mars

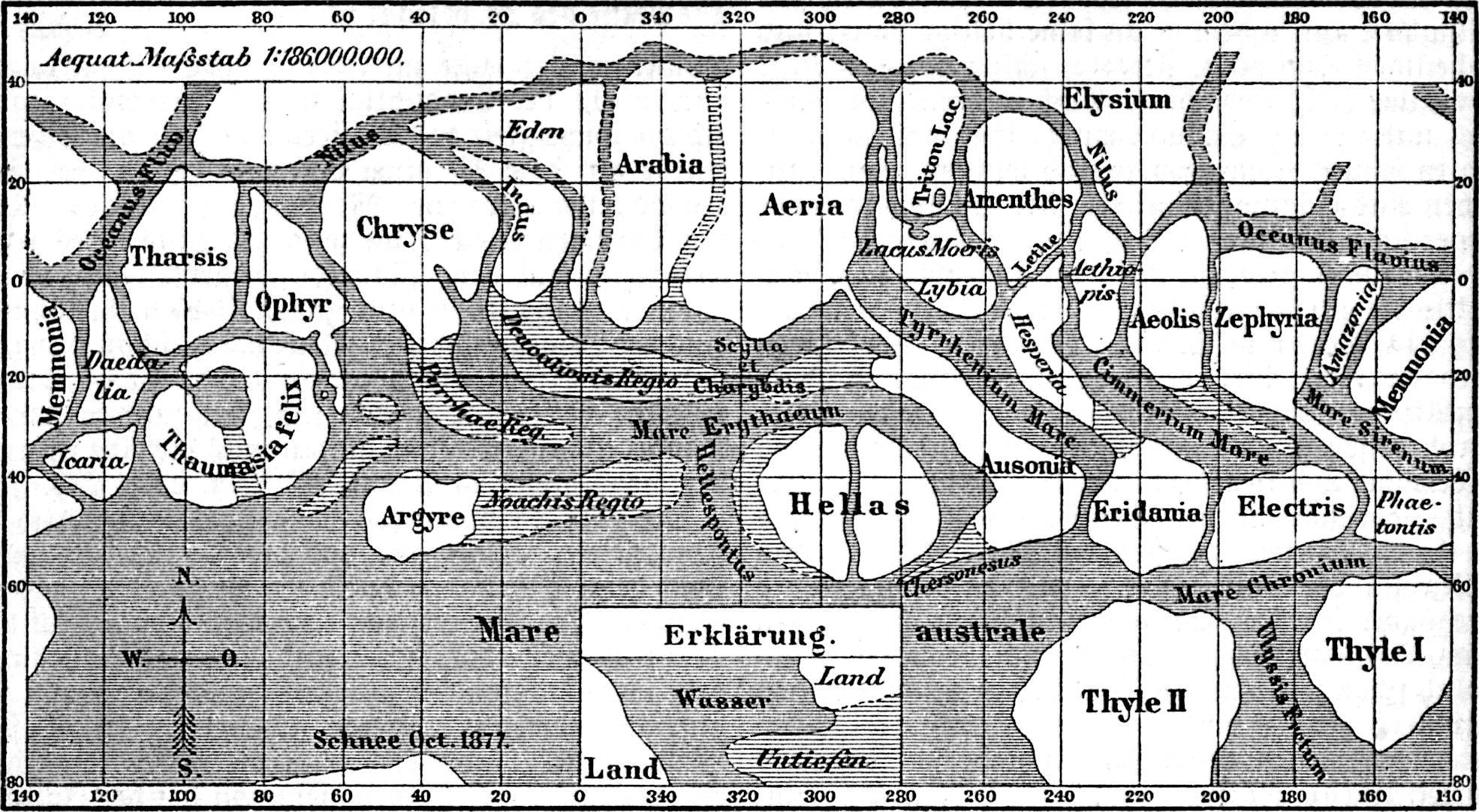
A Mars felszíne Schiaparelli térképén

Schiaparelli megfigyeléseit kora távcsöveivel végezte, melyek felbontása még csekélynek mondható. Megfigyelései alapján óceánokat és kontinenseket feltételezett a Marson, illetve ezeken a kontinenseket párhuzamos vonalakat vélt találni. Ezt olaszul 'canali'-nak írta, amit tévesen fordítottak és felszíni képződmény helyett mesterséges csatornaként került be a köztudatba, és ezzel tápot adva évtizedeken át a bolygó lakott voltát feltételezőknek. Később Vicenzo Cerulli csillagász megállapította, hogy a "csatornák" vélhetően optikai csalódás következményei.

### Elismerések
Életében kapott díjak
- A Királyi Asztronómiai Társaság Aranymedálja (1872)
- Bruce-érem (1902)

Róla nevezték el
- Aszteroida: 4062 Schiaparelli
- A Holdon a Schiaparelli holdkráter
- A Marson a Schiaparelli kráter

## Könyvei
- 1873 – Le stelle cadenti (Hullócsillagok)
- 1893 – La vita sul pianeta Marte (Élet a Marson)
- 1925 – Scritti sulla storia della astronomia antica (Klasszikus asztronómiáról szóló írások) három kötetben Bolognában adták ki. Reprint: Milanó, Mimesis, 1997.